# Římskokatolická farnost Doksany
Římskokatolická farnost Doksany (lat. Doxana) je církevní správní jednotka sdružující římské katolíky na území obce Doksany a v jejím okolí. Organizačně spadá do litoměřického vikariátu, který je jedním z 10 vikariátů litoměřické diecéze. Centrem farnosti je kostel Narození Panny Marie v Doksanech.

## Historie farnosti
První zmínka o lokalitě Doksany pochází z roku 1153. Duchovní správa v lokalitě byla od počátku úzce spojena s premonstrátským řádem, který zde zřídil kanonii. Doksanská kanonie byla podřízena Strahovskému klášteru, který měl v Doksanech probošta. Ten získal od roku 1628 (1630?) infule od papeže Urbana VIII., který toto právo udělil doksanským proboštům. V roce 1738 pak obdržel doksanský probošt i titul opata. 
Farnost zde byla zřízena v roce 1782 po zrušení doksanského kláštera a jeho přeměnění na zámek Josefem II. v témže roce. Matriky jsou vedeny od roku 1784. Farnost byla inkorporována strahovským premonstrátům, kteří zde dodnes vykonávají duchovní správu.

### Duchovní správcové vedoucí farnost

#### Doksanští probošti
- kol. 1692 Bruno Kunovský O.Praem., probošt[5]

#### Duchovní správcové vedoucí farnost
- kolem r. 2000 Benedikt Pintér O.Praem.
- 2002–2004 Bernard Petr Slaboch O.Praem., n. 20. 3. 1971 Praha, o. 29. 6. 2000, † 7. 1. 2020, admin.
- do r. 2005 Filip Milan Suchán O.Praem., admin.
- 2005 Anselm Pavel Kříž O.Praem., admin.
- 3. 11. 2009 Adrián Pavel Zemek O.Praem., admin.
  - 2010–2012 Zachariáš Tomáš Kristek O.Praem., farní vikář
  - 1. 8. 2019 Wolfgang Karel Horák O.Praem., farní vikář farního obvodu Doksany
- 1. 7. 2020 Jindřich Zdík Miroslav Jordánek O.Praem., admin.[6]
- 1. 7. 2023 Quirín Ján Barník O.Praem., admin.[7]

## Území farnosti
Do farnosti náleží území těchto obcí:
- Doksany (Doxan[p 1])
- Chvalín (Chwalin[p 1])
- Nové Dvory

## Římskokatolické sakrální stavby na území farnosti
| | Fotografie | Stavba                           | Místo      | Bohoslužby                      | Zeměpisné souřadnice             | Status                       | Číslo kulturní památky           |
| Kostely | Kostely    | Kostely                          | Kostely    | Kostely                         | Kostely                          | Kostely                      | Kostely                          |
| --- | ---------- | -------------------------------- | ---------- | ------------------------------- | -------------------------------- | ---------------------------- | -------------------------------- |
| 1. |            | Kostel Narození Panny Marie      | Doksany    | bližší informace o bohoslužbách | 50°27′19″ s. š., 14°9′33″ v. d.  | farní kostel                 | 20225/5-1994 (Pk•MIS•Sez•Obr•WD) |
| 2. |            | Kostel sv. Petra a Pavla         | Doksany    | bližší informace o bohoslužbách | 50°27′37″ s. š., 14°9′41″ v. d.  | filiální kostel, hřbitovní   | 31138/5-1995 (Pk•MIS•Sez•Obr•WD) |
| Kaple |            |                                  |            |                                 |                                  |                              |                                  |
| 3. |            | Kaple                            | Doksany    | bližší informace o bohoslužbách | 50°27′20″ s. š., 14°9′31″ v. d.  | konventní oratorium kláštera | 20225/5-1994 (Pk•MIS•Sez•Obr•WD) |
| 4. |            | Kaple Panny Marie                | Doksany    | bohoslužby příležitostně        | 50°27′ s. š., 14°10′1″ v. d.     | výklenková kaple             | —                                |
| 5. |            | Kaple sv. Jana Nepomuckého       | Chvalín    | bližší informace o bohoslužbách | 50°26′11″ s. š., 14°11′49″ v. d. | kaple                        | 14443/5-2074 (Pk•MIS•Sez•Obr•WD) |
| Zaniklé objekty |            |                                  |            |                                 |                                  |                              |                                  |
| 6. |            | Kaple Narození sv. Jana Křtitele | Nové Dvory |                                 |                                  | zbořená kaple                | —                                |
| Některé drobné sakrální stavby a pamětihodnosti lze dohledat zde v databázi Drobné sakrální památky Zaniklé sakrální stavby lze dohledat zde v databázi Poškozené a zničené kostely, kaple a synagogy v České republice |            |                                  |            |                                 |                                  |                              |                                  |

Ve farnosti se mohou nacházet i další drobné sakrální stavby, místa římskokatolického kultu a pamětihodnosti, které neobsahuje tato tabulka.

## Farní obvod
Z důvodu efektivity duchovní správy byl vytvořen farní obvod (kolatura) sestávající z přidružených farností spravovaných excurrendo z Doksan. K říjnu 2020 do doksanské kolatury patří farnost Bohušovice nad Ohří a farnost Dolánky.